# Durone nero di Vignola
Durone nero di Vignola è un prodotto ortofrutticolo italiano, una varietà di ciliegia, diffusa in Emilia-Romagna tra le provincie di Modena e Bologna, in particolare nella città di Vignola.
Il raccolto avviene a metà giugno. Il frutto si caratterizza per avere una dimensione medio-grande, con un picciolo lungo e con il colore della buccia molto scuro, quasi nero, che le conferisce il tipico nome attribuitole.
Il sapore è molto dolce, la polpa molto consistente (da lì il nome durone).